# 427
El 427 (CDXXVII) fou un any comú començat en dissabte del calendari julià.

## Esdeveniments
- Els huns ajuden l'Imperi Romà d'Occident en la seva lluita contra els gots.
- Hidaci nomenat bisbe, continua la seva crònica històrica.